# Renato Raffaele Martino
Renato Raffaele Martino (ur. 23 listopada 1932 w Salerno, zm. 28 października 2024 w Rzymie) – włoski duchowny rzymskokatolicki, doktor prawa kanonicznego, dyplomata watykański, arcybiskup, pronuncjusz apostolski w Tajlandii – jednocześnie delegat apostolski w Laosie w latach 1980–1986, delegat apostolski w Singapurze w latach 1981–1986, delegat apostolski w Malezji i Brunei Darussalam w latach 1983–1986, stały obserwator Stolicy Apostolskiej przy Organizacji Narodów Zjednoczonych w latach 1986–2002, przewodniczący Papieskiej Rady Iustitia et Pax w latach 2002–2009, kardynał diakon od 2003, przewodniczący Papieskiej Rady do spraw Opieki Duszpasterskiej Emigrantów i Osób Podróżujących w latach 2006–2009, kardynał protodiakon Kolegium Kardynalskiego w latach 2014–2024.

## Życiorys
Studiował na kilku uczelniach rzymskich – na Papieskim Uniwersytecie Gregoriańskim (filozofię i teologię), na Papieskim Uniwersytecie Laterańskim (prawo cywilne i kanoniczne, doktorat z prawa kanonicznego), przy Trybunale Roty Rzymskiej. Na Papieskiej Akademii Kościelnej w Rzymie zdobył przygotowanie dyplomatyczne. 27 czerwca 1957 przyjął w Salerno święcenia kapłańskie z rąk miejscowego arcybiskupa Demetrio Moscato.
Od lipca 1962 pracował w służbie dyplomatycznej Watykanu. Był attaché nuncjatury w Nikaragui, sekretarzem nuncjatury na Filipinach, audytorem nuncjatury w Libanie, radcą nuncjatury w Brazylii. Lata 1970–1975 spędził w Rzymie w Sekretariacie Stanu. W lipcu 1963 nadano mu tytuł nadzwyczajnego tajnego szambelana (później przemianowany na honorowy kapelan Jego Świątobliwości).
14 września 1980 został mianowany arcybiskupem tytularnym Segermes oraz pronuncjuszem w Tajlandii, jednocześnie delegatem apostolskim w Laosie, Malezji i Singapurze; sakry biskupiej udzielił mu 14 grudnia 1980 w Rzymie kardynał Agostino Casaroli, ówczesny sekretarz stanu. Od 1983 był dodatkowo delegatem apostolskim w Brunei, a w 1986 został przeniesiony na stanowisko stałego obserwatora Stolicy Apostolskiej przy Organizacji Narodów Zjednoczonych w Nowym Jorku.
Od 1 października 2002 do 24 października 2009 pełnił funkcję przewodniczącego Papieskiej Rady Iustitia et Pax. 21 października 2003 Jan Paweł II wyniósł go do godności kardynalskiej, nadając diakonię San Francesco di Paola ai Monti. W związku ze śmiercią papieża w kwietniu 2005 dalsze pełnienie funkcji przewodniczącego Rady przez kardynała Martino uległo zawieszeniu. Brał udział w konklawe 2005, po wyborze Benedykta XVI ponownie objął obowiązki przewodniczącego rady Iustitia et Pax. Od marca 2006 do lutego 2009 był jednocześnie przewodniczącym Papieskiej Rady do spraw Opieki Duszpasterskiej Emigrantów i Osób Podróżujących.
23 listopada 2012 w związku z ukończeniem 80. roku życia utracił prawo do czynnego uczestniczenia w przyszłych konklawe.
Od 12 czerwca 2014 do swojej śmierci sprawował funkcję protodiakona Kolegium Kardynałów.